# Купер, Саймон
Са́ймон Ку́пер (aнгл. Simon Kuper; 15 октября 1969 года, Кампала, Уганда) — спортивный журналист, пишущий о спорте прежде всего «с антропологической точки зрения».

## Биография
Саймон Купер родился в Уганде, куда родители прибыли из ЮАР. Вскоре отец, Адам Купер, был приглашён в Лейденский университет для чтения лекций по антропологии, и семья перебралась в Нидерланды. В дальнейшем вся жизнь Саймона Купера сопровождалась переездами, ему довелось пожить в ЮАР, Великобритании, США, Германии, Франции. Изучал историю и немецкий язык в Оксфордском университете и над магистерским дипломом работал в Гарвардском университете, по стипендиальной программе для выдающихся студентов.
В 1994 году книга Саймона Купера «Футбол против врага» (Football Against the Enemy; в США издавалась под названием Soccer Against the Enemy) получила премию букмекерской конторы William Hill как лучшая книга года о спорте. В произведении обсуждается использование футбола в качестве политического инструмента.
В качестве журналиста Купер сотрудничал с такими изданиями, как The Observer и The Guardian. Регулярно писал на голландском для нидерландских изданий, включая такие, как газета De Pers, журнал Vrij Nederland и специализированный футбольный журнал Hard Gras. Публиковался также на немецком, в футбольных журналах 11 Freunde и Offside, на испанском, в газете El País, и других европейских изданиях. В настоящее время является корреспондентом Financial Times в Париже.
В 2007 году стал лауреатом Международной премии имени Мануэля Васкеса Монтальбана в категории спортивная журналистика.
В 2003 году опубликовал книгу «„Аякс“, Голландия, война: Футбол в Европе во время Второй мировой войны» (Ajax, The Dutch, the War: Football in Europe during the Second World War), в которой рассказывается о судьбах футбольных клубов и национальных сборных во время и после войны.
В 2009 году в соавторстве со Стефаном Шимански выпустил в свет книгу «Футболономика» (Soccernomics). В которой авторы с помощью статистики, исторических, экономических и географических данных пытаются развеять некоторые устоявшиеся представления о футболе.
Саймон Купер пишет преимущественно о футболе, и футбол для него прежде всего некий социальный феномен огромной силы воздействия, который следует рассматривать в культурном контексте. То есть публициста интересует не столько игра сама по себе, сколько её взаимосвязи с политикой, экономикой и прочими аспектами жизни общества.
Уделял внимание и крикету. Известен своими статьями о развитии крикета в Нидерландах и особенностях крикета в ЮАР во времена апартеида .
Высказывался, что "Франция и Британия без особой нужды в 1914 году были вовлечены в конфликт на востоке".